# ヒューストン・コメッツ
ヒューストン・コメッツ（Houston Comets）は、1997年～2008年までWNBA（西地区）に所属していた女子プロバスケットボールチームである。本拠地はテキサス州ヒューストンのリライアント・アリーナ。ヒューストン・ロケッツの姉妹チームであった。

## 歴史
1997年に創設され、WNBAに初年度から参加し4連覇を記録。
2006年にロケッツのオーナーでもあるレスリー・アレキサンダーからヒルトン・コックへ売却された。
2008年、ホームアリーナをリライアント・アリーナから移転。
2008年12月2日、事業停止を発表。12月8日に無制限フリーエージェント選手を除いた所属選手の、他チームへの分配ドラフトが実施された。

## 歴代所属選手
- 14 シンシア・クーパー(永久欠番)
- タミー・ジャクソン
- ドーン・ステーリー
- ティナ・トンプソン